# Lojas Maia
As Lojas Maia foi uma rede de lojas de eletrodomésticos, móveis e artigos para presentes em geral com sede em João Pessoa, possuía aproximadamente 140 lojas espalhadas nos nove estados do Nordeste.
Com a compra da rede pelo Magazine Luiza, a marca Lojas Maia nas lojas foi gradativamente trocada pela marca do Magazine Luiza Em novembro de 2010, as lojas passaram a ter fachadas com os nomes das duas redes de varejo. Uma campanha publicitária foi feita para avisar sobre a mudança. Em Setembro de 2012, passou a chamar-se apenas Magazine Luiza.

## História
As Lojas Maia, começou com o nome Casa Maia, na cidade de Patos, sertão da Paraíba. A Casa Maia era mantida por Francisco Severiano Vasconcelos, com o auxílio do seu filho, Arnaldo Dantas Maia, a loja era especializada em utilidades domésticas, rádios, radiolas, presentes e logo depois móveis, que foi seu produto mais forte.
Antes da criação da loja, Francisco comercializava joias, móveis usados e máquinas de costura na cidade. Em 21 de março de 1972, ainda com sede em Patos, Francisco Severiano registrou a razão social "F.S Vasconcelos e Cia Ltda.", criando uma empresa com o nome fantasia de Lojas Maia na Rua Pedro Firmino.
Neste mesmo ano abriu uma filial na Rua Miguel Couto, em João Pessoa e depois na Rua 13 de Maio, onde em pouco tempo passou a ser a maior loja da empresa, com isso passou a ser a nova Matriz. A loja passou a vender também artigos de cama, mesa, banho e perfumaria impulsionada pelo grande crescimento no Nordeste.
No dia 16 de julho de 2010 foi anunciado que o Magazine Luiza comprou a rede. Desde do dia 12 de novembro de 2010, as lojas passaram a ter fachadas com os nomes das duas redes de varejo. Depois de iniciar a mudança da marca em Alagoas, Bahia, Ceará e Pernambuco, o Magazine Luiza finaliza esta transação no estado da Paraíba em suas 21 lojas, localizadas em João Pessoa, Cabedelo, Santa Rita, Mamanguape, Guarabira, Sapé, Itabaiana, Campina Grande, Cajazeiras, Sousa, Patos e Pombal.
Em Setembro de 2012, passou a chamar-se apenas "Magazine Luiza".